# 依田信幸
依田 信幸（よだ のぶゆき）は、戦国時代から安土桃山時代にかけての信濃国の武将。依田信蕃の弟。

## 略歴
武田氏に信濃先方衆として従った信濃国佐久郡芦田の芦田信守の3男。自身も兄・信蕃とともに武田信玄・勝頼の2代に仕えた。
天正10年（1582年）3月、織田信長の武田征伐により武田氏が滅亡後すると、信蕃や嫡男の信守らとともに甲斐国に進駐していた徳川家康に内々に臣従。同年6月に本能寺の変が起きて信長が死去し、家康が伊賀越えより自領へ帰還した際には三河国まで馳せ参じる。その後の天正壬午の乱では兄に従って後北条氏との戦いに活躍し、また佐久郡岩村田城攻略に功があった。嫡男信守にも戦功あり、本領芦田の安堵と駿河国志太郡稲葉郷・大津郷200石を与えられている。翌天正11年（1583年）岩尾城攻略の際には、信蕃とともに自ら先駆けてこれを攻め落とした。しかし信幸は左腋へ鉄砲弾を受けており、同じく致命傷を受けていた信蕃ともども陣没した。